# Heroikomika
Heroikomika (v češtině se používá adjektivum směšnohrdinský, např. směšnohrdinský epos, odpovídající substantivum ale neexistuje) je většinou epický literární žánr, parodující nejčastější romantické nebo jiné stereotopy hrdiny (odvaha, síla, velikost) tak, že se tyto stereotypy přehnané stávají směšnými (častým prostředkem je srovnávání těchto stereotypů se skutečným životem nebo líčení naprostých banalit v křiklavě patetickém tónu).

## Historie
Nejstarším příkladem heroikomiky je starořecký epos Žabomyší válka (česky v překladu Jana Křesadla ), připisovaný Homérovi, avšak parodující jeho díla natolik, že je jeho autorství nepravděpodobné. Dalším významným směšnohrdinským dílem, tentokrát v próze je Cervantesův román Don Quijote, parodující dobový žánr rytířského románu. Mnoho románských básníků a spisovatelů bylo tímto dílem ovlivněno a tomuto žánru se věnovalo (například Ludovico Ariosto). Žánr souvisel s pikareskním románem, burleskou a satirickou básní.
V anglické literatuře je nejvýznamnější komická báseň Hudibras, psaná Samuelem Butlerem v letech 1662 - 1674, parodující tradice anglické hrdinské poezie a satirizující dobové problémy. Tato parodie dobové hrdinské a epické poezie měla ve své době velký ohlas, založila tradici „hudibrastické“ poezie (například u Jonathana Swifta). Nejvýznamnějším anglickým heroikomickým básníkem je ale Alexander Pope, jeho nejvýznamnějším dílem v této oblasti je Uloupená kadeř (1712, přepracováno 1715, do češtiny přeložili Jarmil Krecar a později Martin Hilský).
Po období klasicismu přestala být hrdinská poezie tak oblíbená a cílem parodie se tedy staly jiné literární žánry. Přesto se výjimečně směšnohrdinská epika psala ještě za preromantismu.
Autory české směšnohrdinské epiky byli například Šebastián Hněvkovský (směšnohrdinský epos Děvín ), rysy směšnohrdinské epiky mají i některá díla Svatopluka Čecha.